# Kloster Berka
Das Kloster Berka war ein Zisterzienserinnenkloster in Bad Berka in Thüringen.

## Geschichte
Die Gründung des Klosters geht auf Graf Dietrich III. von Berka zurück. Dieser bat an seinem Stammsitz das Kloster errichten zu dürfen. Vermutlich beabsichtigten die Grafen von Berka das Kloster als Hauskloster zu nutzen. Der Mainzer Erzbischof Siegfried III. von Eppstein erteilte am 19. März 1241 die Genehmigung zur Gründung. Das Kloster folgte den zisterziensischen Regel, ohne formal in den Zisterzienserorden aufgenommen worden zu sein. Es unterstand direkt dem Archidiakon des Bistums.
Es pachtete zunächst die Georgskapelle mit angeschlossener Klause in München bei Berka vom Kloster St. Peter in Erfurt. Im Jahr 1248 erwarb das Kloster die Kapelle endgültig, jedoch unter Wiederkaufsrecht des Klosters St. Peter. Zu diesem Zeitpunkt war der Konvent bereits in den Klosterneubau in Berka übergesiedelt. Bei der Übersiedlung hatte das Kloster auch das Patrozinium Maria angenommen. Vom Klostergründer Dietrich erhielt das Kloster 1251 die Pfarrei Berka und weitere Güter.
Nach dem Aussterben der Stifterfamilie 1273 entwickelte sich das Kloster nur langsam weiter. Es kam nur vereinzelt zu Zuwendungen wie der Stiftung zweiter Altäre durch die Herrn von Blankenstein (1367 und 1379). Insgesamt lassen sich Güter des Klosters in 19 Orten im Raum Berka nachweisen.
Aus dem Kloster Berka stammte der Gründungskonvent des um 1290 gegründeten Kloster Mariengarten in Erfurt. Das Kloster Berka hatte eine Gebetsverbrüderung mit dem Kloster St. Peter in Erfurt (belegt 1314) und dem Kloster Admont in Österreich (belegt 1476). Für 1440 ist eine Klosterschule belegt. Die Konventsmitglieder stammten überwiegend aus regionalen Familien des niederen Adels.
Die Herren von Witzleben hatten seit 1422 die Vogtei über das Kloster. Wahrscheinlich nutzten sie die Wirren des Bauernkriegs (1525) aus das letztmals 1520 erwähnte Kloster einzuziehen. Das Klosterarchiv verbrannte, vermutlich infolge des Bauernkriegs. Ein Rechtsstreit zwischen den Witzlebener Vögten und dem Kloster St. Peter um die Kapelle in München entschied Kurfürst Johann Friedrich von Sachsen 1537 zugunsten der Witzlebener.
1605/08 erwarben die Ernestiner die Herrschaft über Berka. Die ehemaligen Klostergebäude wurden Sitz des Amt Berka, das Klostergut in eine Domäne umgewandelt. Reste der Klosteranlage haben sich im heutigen Pfarrhaus von Bad Berka erhalten. An Stelle der ehemaligen Klosterkirche wurde 1739 die heutige Kirche erbaut. Der Name der Klosterbergschule in Bad Berka bezieht sich auf den Standort der Schule neben dem ehemaligen Standort des Klosters.

### Äbtissinnen
- Margareta (1248)
- Zacharia (1270)
- Elisabeth (1314)
- Kunigunde (1348)
- Sophie Schenkin von Tautenburg (1402, 1404)
- Sophie Hemen (1440)
- Katharina Ploszwisch (1458)
- Elisabeth von Gleichen (1473)